# Czesław Wycech

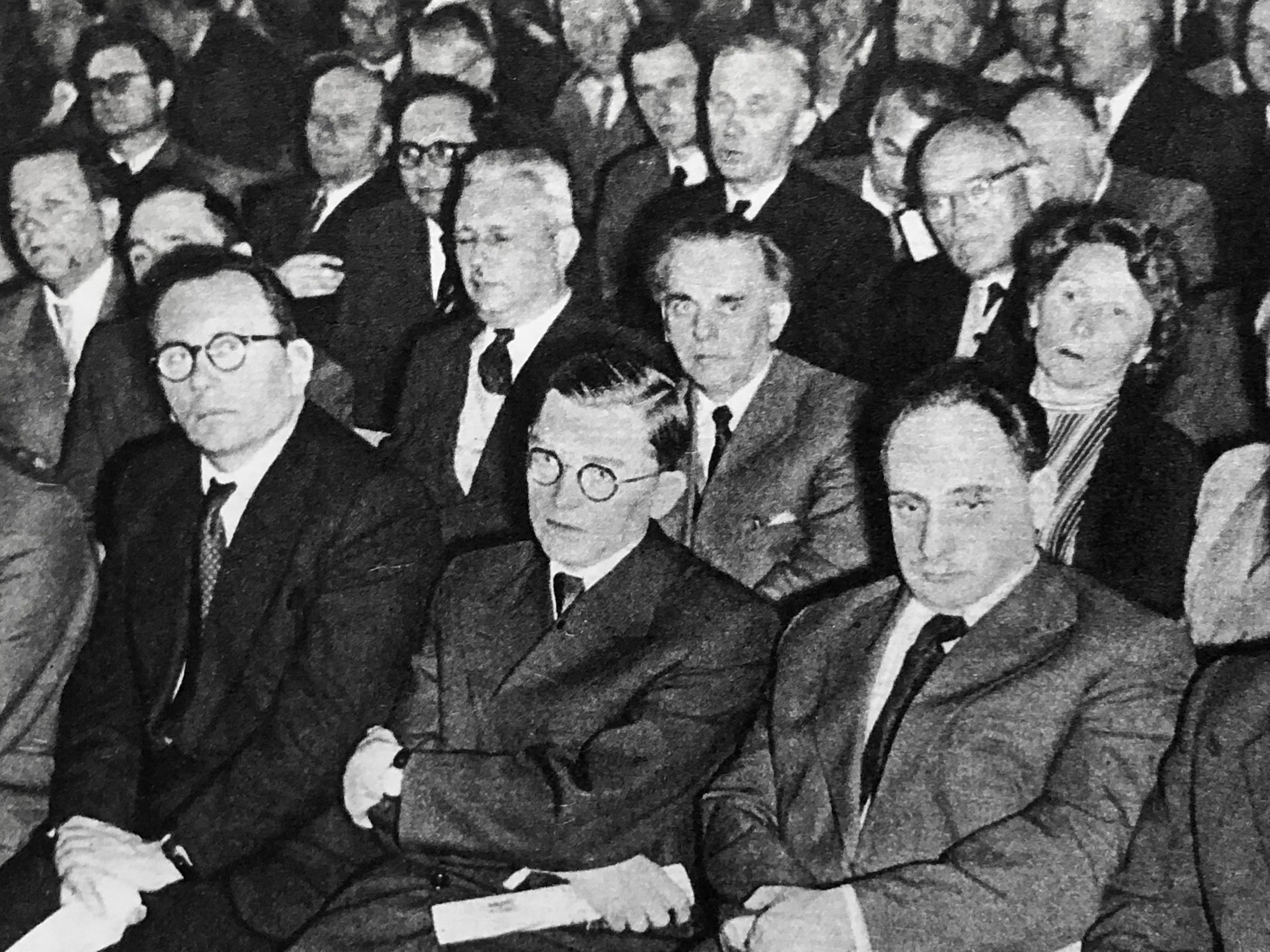
Zjazd Towarzystwa Rozwoju Ziem Zachodnich, 1957, od lewej: Ignacy Loga-Sowiński, Aleksander Zawadzki i Czesław Wycech

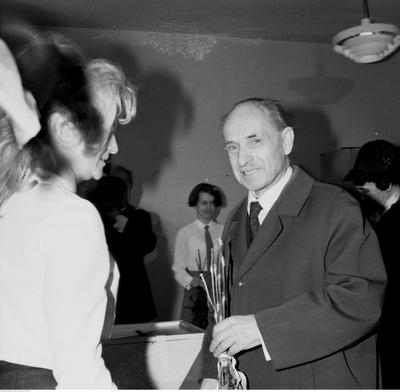
Czesław Wycech głosuje w wyborach do Sejmu, 1 czerwca 1969

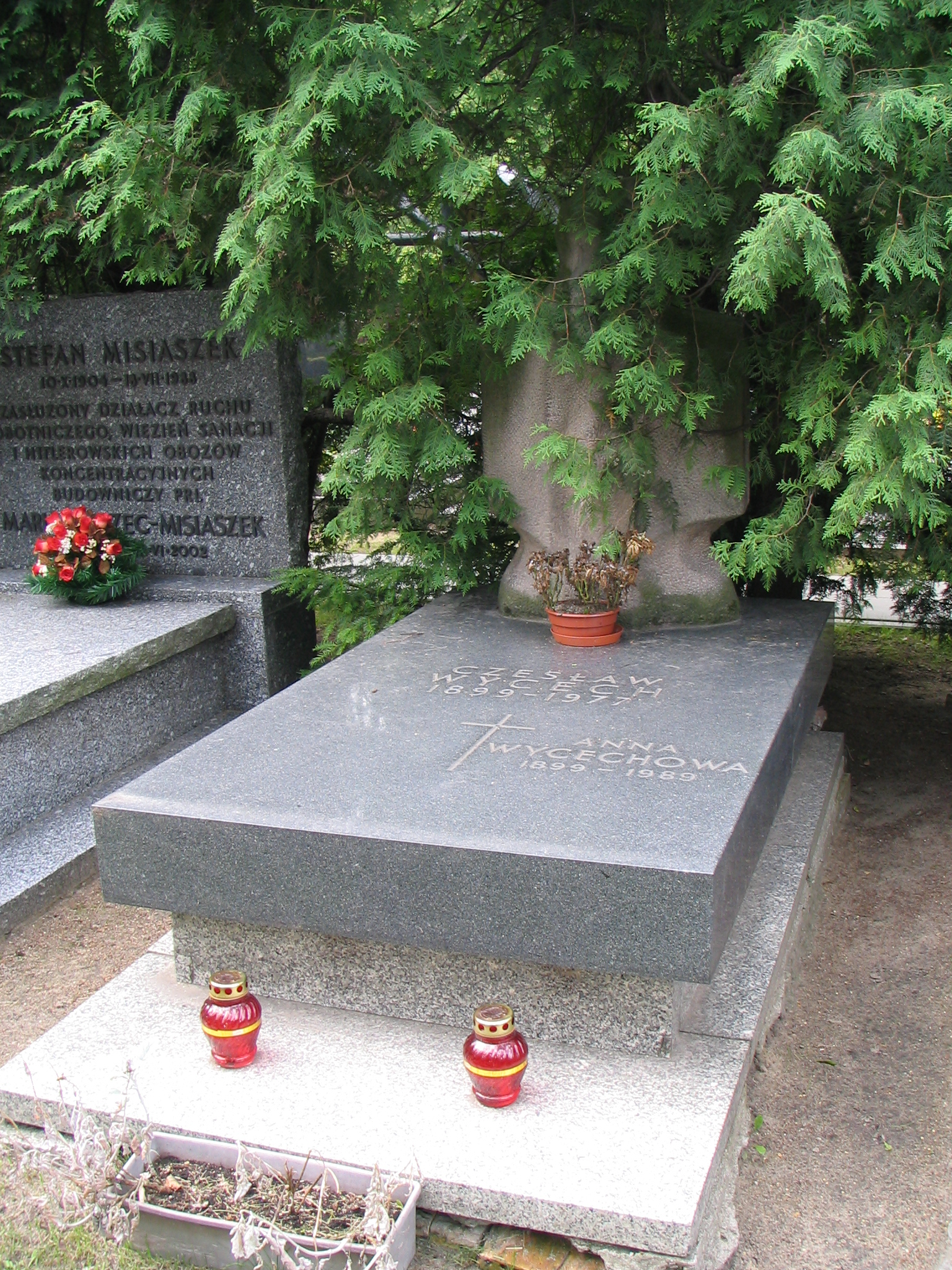
Grób Czesława Wycecha i jego żony Anny na Cmentarzu Wojskowym na Powązkach w Warszawie, 23 lipca 2008

Czesław Wycech (ur. 20 lipca 1899 w Wilczogębach, zm. 26 maja 1977 w Warszawie) – polski działacz ruchu ludowego, nauczyciel, historyk, działacz Polskiego Państwa Podziemnego, marszałek Sejmu PRL II, III, IV i V kadencji, minister oświaty od 1945 do 1947, przewodniczący Towarzystwa Przyjaźni Polsko-Radzieckiej w latach 1957–1974. Poseł do Krajowej Rady Narodowej, na Sejm Ustawodawczy oraz na Sejm PRL I, II, III, IV i V kadencji. Budowniczy Polski Ludowej.

## Życiorys
Urodzony w rodzinie chłopskiej, był synem Antoniego i Honoraty. W 1926 ukończył Instytut Nauczycielski w Warszawie.
Od 1918 należał do partii ludowych – Polskiego Stronnictwa Ludowego „Wyzwolenie”, od 1931 do Stronnictwa Ludowego, od 1945 do Polskiego Stronnictwa Ludowego, od 1949 do Zjednoczonego Stronnictwa Ludowego. Brał udział w pracach kierownictwa tych partii – w latach 1946–1949 członek Rady Naczelnej PSL, w latach 1946–1947 członek Naczelnego Komitetu Wykonawczego PSL, w 1947 członek Centralnego Komitetu Lewicy PSL, w latach 1947–1949 członek prezydium Naczelnego Komitetu Wykonawczego PSL; w latach 1949–1973 członek NKW (w 1956 zrezygnowano z członu „Wykonawczy”) ZSL, w latach 1949–1971 członek prezydium NKW ZSL. Obok pracy w ciałach zbiorowych stronnictw był także powoływany na indywidualne funkcje – w 1947 zastępca przewodniczącego Centralnego Komitetu Lewicy PSL, w latach 1947–1948 wiceprezes NKW PSL, w latach 1948–1949 prezes Rady Naczelnej PSL, w latach 1949–1962 wiceprezes NKW ZSL (z przerwą od marca do października 1956), a w latach 1962–1971 prezes NK ZSL.
Po studiach pracował jako nauczyciel; udzielał się również jako działacz oświatowy. Uczestnik działalności konspiracyjnej w okresie okupacji, był członkiem kierownictwa Tajnej Organizacji Nauczycielskiej oraz przewodniczącym komisji oświatowej Stronnictwa Ludowego „Roch”.
W latach 1941–1945 dyrektor Departamentu Oświaty i Kultury Delegatury Rządu na Kraj, w latach 1944–1945 prezes Zarządu Głównego Związku Nauczycielstwa Polskiego, w latach 1945–1947 minister oświaty w Tymczasowym Rządzie Jedności Narodowej. W latach 1950–1953 wiceprezes Zarządu Centralnego Związku Spółdzielczego, w latach 1953–1957 naczelny dyrektor Państwowego Wydawnictwa Rolniczego i Leśnego. W latach 1956–1957 zastępca przewodniczącego Rady Państwa, a w latach 1957–1971 marszałek Sejmu II, III, IV i V kadencji.
W latach 1945–1972 poseł do Krajowej Rady Narodowej, na Sejm Ustawodawczy oraz na Sejm PRL I, II, III, IV i V kadencji; w 1947 przewodniczący Klubu Poselskiego Lewicy PSL, w latach 1947–1949 Klubu Poselskiego PSL; ponadto przewodniczył Komisji Oświaty i Nauki Sejmu Ustawodawczego (1949–1952). W latach 1958–1971 członek prezydium Ogólnopolskiego Komitetu Frontu Jedności Narodu; w latach 1957–1974 prezes Zarządu Głównego Towarzystwa Przyjaźni Polsko-Radzieckiej. W czerwcu 1968 wszedł w skład Komitetu Honorowego obchodów 500. rocznicy urodzin Mikołaja Kopernika.
Pochowany z honorami 30 maja 1977 na Cmentarzu Wojskowym na Powązkach w Warszawie (kwatera A4-tuje-10). Przed uroczystością pogrzebową trumna wystawiona była na widok publiczny w Sali Kolumnowej Pałacu Prymasowskiego. W pogrzebie udział wzięli członkowie Biura Politycznego Komitetu Centralnego Polskiej Zjednoczonej Partii Robotniczej Edward Babiuch i Józef Tejchma oraz sekretarze KZ PZPR Andrzej Werblan i Zdzisław Żandarowski, członkowie kierownictwa NK ZSL z prezesem Stanisławem Gucwą, członkowie kierownictwa Centralnego Komitetu Stronnictwa Demokratycznego, członkowie Rady Państwa, delegacje wojewódzkich komitetów ZSL. Trumnę poprzedzały poczty sztandarowe KC PZPR, NK ZSL, CK SD oraz komitetów ZSL województw bydgoskiego, chełmskiego, lubelskiego, siedleckiego i warszawskiego.
Jego żoną była Anna Wycech (1899–1989).

## Publikacje
- Nauczycielstwo w walce o demokrację (1947)
- Materiały do dziejów ruchu ludowego (1949)
- Z przeszłości ruchów chłopskich, 1768–1861 (1952)
- Ks. Piotr Ściegienny (1953)
- Powstanie chłopskie w roku 1846 (1955)
- 60 lat ruchu ludowego (1957)
- Podstawowe zagadnienia społeczno-polityczne ruchu ludowego (1958)
- Polityczna myśl ludowa w świetle programów stronnictw chłopskich (1959)
- Aktualne zadania polityczne i organizacyjne zjednoczonego Stronnictwa Ludowego (1962)
- Społeczna gospodarka rolna w polskiej myśli politycznej (1963)
- Z dziejów tajnej oświaty w latach okupacji 1939–1945 (1964)
- Wincenty Witos w świetle własnej twórczości pisarskiej (1966)
- Towarzystwo Oświaty Demokratycznej «Nowe Tory» 1931–1939 (1966)

## Odznaczenia i wyróżnienia
- Order Budowniczych Polski Ludowej (1959)[8]
- Krzyż Komandorski Orderu Odrodzenia Polski (1955)[9]
- Medal „Za waszą wolność i naszą” (1966)[10]
- Medal 10-lecia Polski Ludowej (1955)[11]
- Medal Komisji Edukacji Narodowej (1967)[12]
- Odznaka 1000-lecia Państwa Polskiego (1963)[13]
- Złota Honorowa Odznaka PTTK (1960)[14]
- Złota odznaka związkowa Związku Zawodowego Nauczycielstwa Polskiego (1955)[15]
- Odznaka honorowa „Zasłużony dla Warmii i Mazur” (1960)[16]
- Złota odznaka „Za zasługi dla województwa warszawskiego” (1962)[17]
- Odznaka „Za szczególne zasługi dla województwa bydgoskiego” (1967)[18]
- Odznaka „Za zasługi dla Kielecczyzny” (1967)[19]
- Złota odznaka „Zasłużony dla Dolnego Śląska” (1968)[20]
- Medal „100-lecia sportu polskiego” (1968)[21]
- Medal Grunwaldzki nadany przez Ogólnopolski Komitet Frontu Jedności Narodu dla upamiętnienia 550. rocznicy zwycięstwa odniesionego nad zaborczym Zakonem Krzyżackim (1960)[22]
- Krzyż Wielki Orderu Zasługi Republiki Włoskiej (1965)[23][24]
- Odznaka Weterana Wielkiej Wojny Ojczyźnianej (ZSRR, 1960)[25]
- Medal pamiątkowy „50-lecia Wielkiej Socjalistycznej Rewolucji Październikowej” (ZSRR, 1968)[26]
- Honorowe obywatelstwo Chojnic (1960)[27]